# فالكيري أناتوميا: ذا أوريجن
فالكيري أناتوميا: ذا أوريجن (بالإنجليزية: Valkyrie Anatomia: The Origin)‏ هي لعبة فيديو تقمص الأدوار طورتها دوكيدوكي غروف ووركس ونشرتها سكوير إنكس، صدرت في 28 أبريل 2016 وتعمل على أجهزة أندرويد وآي أو إس.
في أسبوعين، حصلت اللعبة على أكثر من مليون عملية تنزيل.